# Progresso tecnico
(Henry Ford)
In economia, il progresso tecnico è definibile, genericamente, come il processo di acquisizione di conoscenze e abilità che espande l'insieme dei beni in astratto producibili, finali e intermedi, e/o l'insieme delle tecniche di produzione conosciute, migliorando così l'efficienza produttiva delle dotazioni dei fattori produttivi. In genere, esso è ottenuto attraverso un processo di ricerca e sviluppo da parte di centri di ricerca in grado di produrre innovazione sotto forma di miglioramento tecnologico, appoggiandosi tipicamentre sul progresso scientifico.
Una classificazione generalmente fatta in economia è quella tra progresso tecnico:
- incorporato (embodied technical change), cioè derivante dal miglioramento della "qualità" di un fattore. Ad esempio, l'invenzione e la messa in produzione di un nuovo telaio meccanico che aumenta la produttività nel tessile, oppure un aumento del livello medio di educazione della forza lavoro;
- scorporato (disembodied technical change), cioè non incorporato in alcun fattore produttivo ma derivante genericamente dall'insieme di conoscenze atte a combinarli nel processo produttivo.

In ambito neoclassico, il progresso tecnico è visto come un cambiamento della tecnologia, cioè l'insieme delle tecniche produttive conosciute, e modellizzato come uno spostamento (shift) verso l'alto della funzione di produzione. In questo distinto da spostamenti "lungo" la funzione, che possono aumentare l'output attraverso aumenti dei fattori impiegati.

## Classificazioni del progresso tecnico

### La classificazione di Hicks
Una delle prime analisi sistematiche in ambito neoclassico del progresso tecnico, e degli effetti che questo può avere sulle quote distributive dei fattori di produzione, in particolare capitale e lavoro, fu quella di John Hicks (1964).
In questa analisi il progresso tecnico è rappresentato come spostamento all'indietro (verso l'origine) della mappa degli isoquanti e distinto in:

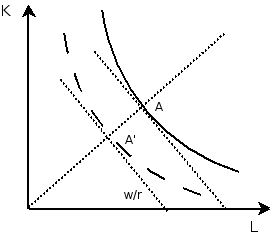
Progresso tecnico Hicks-neutral

- neutrale (neutral): in questo caso il progresso tecnico non modifica il saggio marginale di sostituzione tecnica perché influenza nella stessa proporzione la produttività marginale di tutti i fattori, per cui, dato e costante il prezzo relativo dei fattori, il rapporto capitale-lavoro non cambia:

{\displaystyle {\frac {MP_{L}'}{MP_{K}'}}={\frac {MP_{L}}{MP_{K}}}}
- risparmiatore di lavoro (labour-saving o capital using): in questo caso il progresso tecnico genera un aumento della produttività marginale del capitale maggiore, in proporzione, di quello della produttività marginale del lavoro, per cui, se il prezzo relativo dei fattori non cambia, il rapporto capitale-lavoro tende ad aumentare:

{\displaystyle {\frac {MP_{L}'}{MP_{K}'}}<{\frac {MP_{L}}{MP_{K}}}}
- risparmiatore di capitale (capital-saving o labour using): in quest'ultimo caso il progresso tecnico aumenta la produttività marginale del capitale meno, in proporzione, di quanto fa per la produttività marginale del lavoro, per cui, costante il prezzo relativo dei fattori, il rapporto capitale-lavoro tende a diminuire:

{\displaystyle {\frac {MP_{L}'}{MP_{K}'}}>{\frac {MP_{L}}{MP_{K}}}}
Nel secondo caso, per riassorbire l'eccesso di offerta di lavoro rispetto a quella di capitale che così viene a crearsi, stando alla dottrina neoclassica, il saggio di salario deve diminuire. Il contrario accade nel terzo caso, in cui a diminuire è il prezzo relativo del capitale. Nel primo caso invece, le quote distributive dei fattori produttivi tendono a rimanere invariate.
Quest'ultimo caso è stato chiamato Hicks-neutral.

### La "neutralità" del progresso tecnico
Solitamente si distinguono tre tipi di "neutralità" del progresso tecnico, sulla base di determinate caratteristiche dello stesso che permettono la costanza di determinati valori. Così, il progresso tecnico si definisce:
- Hicks-neutral (neutrale à la Hicks) o TFP-augmenting, quando, data l'invarianza del saggio marginale di sostituzione tecnica, mantiene costanti il rapporto capitale-lavoro e le quote distributive dei fattori;
- Harrod-neutral (neutrale à la Harrod) o labor-augmenting, quando non modifica il rapporto capitale-prodotto, o intensità di capitale;
- Solow-neutral (neutrale à la Solow) o capital-augmenting, quando non modifica la produttività del lavoro e quindi mantiene costante il prodotto per lavoratore.

#### Progresso tecnicoHicks-neutral
Come già visto il progresso tecnico è neutrale à la Hicks quando fa variare nella stessa proporzione la produttività marginale dei fattori.
Data una funzione di produzione del tipo:
{\displaystyle \ Q=A(t)f(K,L)}
il progresso tecnico Hicks-neutral è catturato dalla variabile A, che è funzione del tempo.
Questo può essere visto anche come l'efficienza generale del processo, quindi scollegata dai singoli fattori produttivi di fatto impiegati. Quello che viene misurato da A è in pratica il progresso tecnico scorporato.
Il progresso tecnico Hicks-neutral è anche chiamato TFP-augmenting, dove la sigla sta per total factor productivity, ovvero: che aumenta la produttività totale dei fattori.
Andando infatti a differenziare la funzione precedente otteniamo:
{\displaystyle \ dQ=f(K,L)\ dA+A\left({\frac {\partial f(K,L)}{\partial K}}dK+{\frac {\partial f(K,L)}{\partial L}}dL\right)}
poiché {\displaystyle \ A{\frac {\partial f(K,L)}{\partial K}}={\frac {\partial Q}{\partial K}}} e {\displaystyle \ A{\frac {\partial f(K,L)}{\partial L}}={\frac {\partial Q}{\partial L}}}, dall'equazione precedente segue che:
{\displaystyle \ {\frac {dQ}{Q}}={\frac {dA}{A}}+{\frac {\partial Q}{\partial K}}{\frac {K}{Q}}{\frac {dK}{K}}+{\frac {\partial Q}{\partial L}}{\frac {L}{Q}}{\frac {dL}{L}}}
Poiché inoltre, in base alla teoria neoclassica, le produttività marginali dei fattori ne determinano il saggio di remunerazione:
{\displaystyle \ {\frac {\partial Q}{\partial K}}=r} e {\displaystyle {\frac {\partial Q}{\partial L}}=w}
l'equazione precedente può essere riscritta come:
{\displaystyle \ {\frac {dQ}{Q}}={\frac {dA}{A}}+s_{K}{\frac {dK}{K}}+s_{L}{\frac {dL}{L}}}
dove {\displaystyle \ s_{K}={\frac {rK}{Q}}} è la quota del prodotto spettante al capitale e {\displaystyle s_{L}={\frac {wL}{Q}}} è la quota spettante al lavoro.
Così, la variazione percentuale della variabile A è il "residuo", cioè l'aumento della produzione che non è spiegato dall'aumento dell'impiego di un qualche fattore, e che non influenza la produttività marginale dei fattori.
Tale variabile è proprio la TFP e corrisponde a progresso tecnico Hicks-neutral.

#### Progresso tecnicoHarrod-neutral
Il progresso tecnico è definito neutrale à la Harrod quando, costante il tasso di interesse, lascia inalterato il rapporto capitale prodotto (K/Y).
L'ipotesi di costanza del rapporto capitale-prodotto nell'analisi delle dinamiche economiche venne proposta originariamente da Roy Harrod (1937, 1948), e difesa come quella che rende analiticamente trattabile il problema lasciandolo al contempo abbastanza generale. L'ipotesi stessa è alla base del suo modello di crescita.
Lo stesso Harrod (1961) nota come, sebbene la sua definizione di neutralità sembri implicare un'elasticità di offerta infinita del capitale al tasso di interesse prevalente, ciò è vero solo nell'ottica statica in cui solitamente vengono affrontati i problemi economici. Nell'ottica dinamica che egli intende contribuire a sviluppare, in cui il concetto di "lunghezza del processo produttivo" (length of the productive process) diventa centrale, la sua definizione di neutralità implica solo la costanza di tale lunghezza. In particolare, Harrod suggerisce di misurare nei contesti dinamici la quantità di capitale come:
Formalizzando le argomentazioni che Joan Robinson (1938) aveva sviluppato in uno scritto in risposta ad Harrod, che propose originariamente la sua definizione di neutralità proprio in una recensione del libro della Robinson (1937), Hirofumi Uzawa (1961) dimostra quello che lui stesso chiama il teorema della Robinson.
Il teorema afferma che, ipotizzando una funzione di produzione aggregata a rendimenti di scala costanti, del tipo:
{\displaystyle \ Q=f(K,L;t)}
in cui valgano le normali ipotesi di produttività marginale decrescente dei fattori:
{\displaystyle \ {\frac {\partial Q}{\partial L}}>0;\ {\frac {\partial Q}{\partial K}}>0;\ {\frac {\partial ^{2}Q}{\partial L^{2}}}<0;\ {\frac {\partial ^{2}Q}{\partial K^{2}}}<0}
il progresso tecnico è Harrod-neutral se e solo se la funzione di produzione è del tipo:
(1) {\displaystyle \ Q=f(K,A(t)L)}.
Sotto l'assunto di produttività marginale decrescente dei fattori, Uzawa riformula la definizione di neutralità à la Harrod come segue:
Uzawa dimostra anche che in una funzione di produzione Cobb-Douglas a rendimenti di scala costanti il progresso tecnico Hicks-neutral è anche Harrod-neutral e viceversa.
La (1) evidenzia il particolare carattere del progresso tecnico Harrod-neutral, che corrisponde ad un incremento dell'efficienza del lavoro uguale in tutti i settori. Per questo motivo tale tipo di progresso è spesso chiamato labour-augmenting (dall'inglese letteralmente "che incrementa il lavoro"), perché risulta in tale ottica equivalente ad un aumento dello stock di forza lavoro.
Nei modelli di crescita con progresso tecnico esogeno, come il modello di Solow-Swan, si ipotizza spesso progresso tecnico Harrod-neutral.
Infatti, è sufficiente riformulare il modello in termini di unità efficienti di lavoro (efficiency labor) ({\displaystyle \ \eta =A(t)L}) per introdurre il progresso tecnico senza modifiche sostanziali del modello.